# Velîkozîmenove, Berezivka
Velîkozîmenove (în ucraineană Великозименове) este un sat în comuna Znameanka din raionul Berezivkaa, regiunea Odesa, Ucraina.

## Demografie
Componența lingvistică a localității Velîkozîmenove
     Ucraineană (92,53%)
     Română (6,22%)
     Rusă (1,24%)
Conform recensământului din 2001, majoritatea populației localității Velîkozîmenove era vorbitoare de ucraineană (92,53%), existând în minoritate și vorbitori de română (6,22%) și rusă (1,24%).